# Беллинген (Альтмарк)
Беллинген (нем. Bellingen) — община в Германии, в земле Саксония-Анхальт.
Входит в состав района Штендаль. Подчиняется управлению Тангерхютте-Ланд. Население составляет 274 человека (на 31 декабря 2006 года). Занимает площадь 11,76 км².